# Ambophthalmos magnicirrus
Ambophthalmos magnicirrus är en fiskart som först beskrevs av Nelson, 1977.  Ambophthalmos magnicirrus ingår i släktet Ambophthalmos och familjen paddulkar. Inga underarter finns listade i Catalogue of Life.